# Žlutokořen jednoduchý
Žlutokořen jednoduchý (Xanthorhiza simplicissima) je druh rostlin patřící do čeledi pryskyřníkovité (Ranunculaceae). Žlutokořen je monotypický rod. Pochází z východu Severní Ameriky, kde jeho původním stanovištěm byl podrost ve vlhkých listnatých lesích.

## Charakteristika
Žlutokořen je nízký opadavý keř 40 – 80 cm vysoký s tenkými vzpřímenými nevětvenými výhony. Rozšiřuje se podzemními výběžky. Jeho kůra i kořeny jsou nažloutlé, hořké chuti. Lichozpeřené listy jsou až 18 cm dlouhé a tvoří je 3 nebo 5 zastřihovaných pilovitých podlouhlých lístků dlouhých 3 až 6 cm. Zjara jsou mladé listy bronzové barvy a na podzim získávají výraznou barvu červenou. Květenství dlouhé 15 až 20 cm vyrůstá zpravidla současně s listy, v březnu až dubnu, a nese květy červenohnědé barvy. V květu je 5 kališních lístků a 5 či 10 tyčinek. Rozkvétá v dubnu a květnu, plodem jsou malé měchýřky nahnědlé barvy velké cca 4 mm.

## Použití
Žlutokořen se pěstuje převážně v Severní Americe jako půdopokryvná zahradní rostlina v parcích, kde za příhodných podmínek se rychle rozrůstá. Požaduje vlhkou výživnou půdu s dostatkem humusu. Vysazuje se do stínu nebo polostínu. Množí se odkopky, kořenovými řízky i semeny.
Kořen obsahuje alkaloid „berberin“, který působí protizánětlivě, hemostaticky i imunostaticky a proto se využívá na stavění krváceni ze sliznice (hemeroidy, dásně).
Stimuluje také sekreci žlučí a žlučového barviva, tím napomáhá při léčbě cirhózy jater. Indiáni užívali kořen proti břišním vředům, nachlazení, křečím a bolestem v krku a v ústech. Užívání kořene ve vysokých dávkách je potenciálně toxické.
Žlutokořen jednoduchý lze použít v ČR jako okrasnou rostlinu. Má jen sbírkový význam.

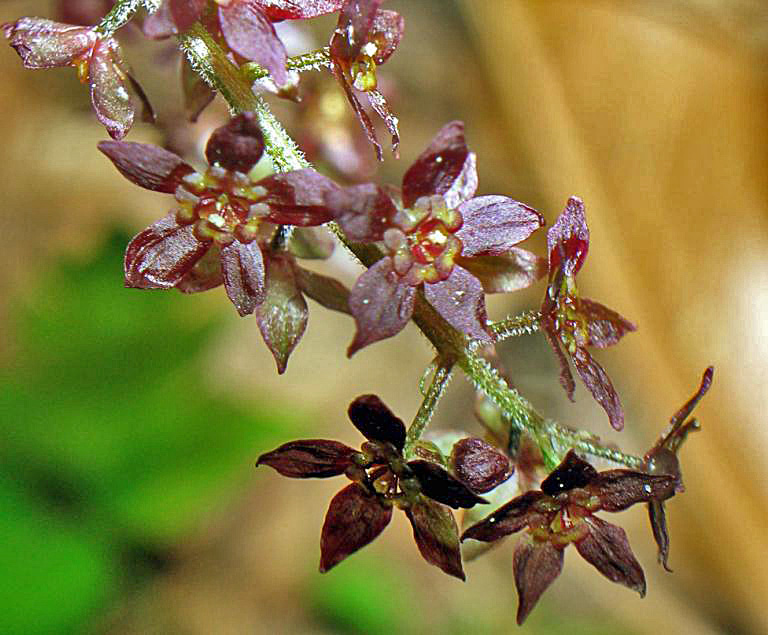
Rozvité květenství